# Saint-Cyr (Vienne)
Saint-Cyr korábbi község Franciaország Új-Aquitania régiójában, Vienne megyében. 2017. január 1-jén Beaumont korábbi községgel egyesült és az így létrejött Beaumont Saint-Cyr új község része lett.
Lakosainak száma 1137 fő (2018. január 1.). Saint-Cyr Beaumont, Bonneuil-Matours, Dissay és Vouneuil-sur-Vienne községekkel határos.

## Népesség
A település népessége az elmúlt években az alábbi módon változott:
| Lakosok száma | 1071 | 1116 | 1151 | 1137 |
|               | 2013 | 2015 | 2017 | 2018 |